# Gonomyia (Leiponeura) puer
Gonomyia (Leiponeura) puer is een tweevleugelige uit de familie steltmuggen (Limoniidae). De soort komt voor in het Nearctisch en Neotropisch gebied.